# Neuaufnahmen in das UNESCO-Kultur- und -Naturerbe 1984
Im Jahr 1984 fanden die im Folgenden aufgeführten Neuaufnahmen in das UNESCO-Kultur- und -Naturerbe statt.

## Welterbe
Auf seiner achten Sitzung vom 29. Oktober bis zum 2. November 1984 in Buenos Aires nahm das Welterbekomitee 22 Stätten aus 13 Ländern neu in die Liste des UNESCO-Welterbes auf, davon 15 Kultur- (K) und sieben Naturerbestätten (N).

### Welterbeliste
Folgende Stätten wurden neu in die Welterbeliste eingetragen:
| Vertragsstaat(en)                    | Bezeichnung                                                             | Typ | Ref. | Anmerkungen |
| ------------------------------------ | ----------------------------------------------------------------------- | --- | ---- | --- |
| Argentinien                          | Nationalpark Iguazú (Lage)                                              | N   | 303  | |
| Deutschland                          | Schlösser Augustusburg und Falkenlust in Brühl (Lage)                   | K   | 288  | |
| Heiliger Stuhl                       | Vatikanstadt (Lage)                                                     | K   | 286  | |
| Indien                               | Sonnentempel, Konarak (Lage)                                            | K   | 246  | |
| Indien                               | Monumentensemble in Mahabalipuram (Lage)                                | K   | 249  | |
| Kanada                               | National- und Provinzialparks in den kanadischen Rocky Mountains (Lage) | N   | 304  | |
| Kolumbien                            | Hafen, Befestigungen und Baudenkmäler, Cartagena (Lage)                 | K   | 285  | Das in einer Bucht des Karibischen Meeres gelegene Cartagena verfügt über die weitläufigste Befestigungsanlage Südamerikas. Ein Zonensystem unterteilte die Stadt in drei Viertel: San Pedro mit der Kathedrale und vielen Palästen im andalusischen Stil, San Diego für Kaufleute und die Mittelschicht und Gethsemani für die einfachen Leute.  |
| Libanon                              | Anjar (Lage)                                                            | K   | 293  | |
| Libanon                              | Baalbek (Lage)                                                          | K   | 294  | |
| Libanon                              | Byblos (Lage)                                                           | K   | 295  | |
| Libanon                              | Tyros (Lage)                                                            | K   | 299  | |
| Malawi                               | Nationalpark Malawi-See (Lage)                                          | N   | 289  | |
| Nepal                                | Königlicher Nationalpark Chitwan (Lage)                                 | N   | 284  | |
| Simbabwe                             | Mana-Pools-Nationalpark, Safarigebiete Sapi und Chewore (Lage)          | N   | 302  | Der Mana-Pools-Nationalpark sowie die Safarigebiete Sapi und Chewore bilden ein zusammenhängendes Gebiet am Fluss Sambesi, wo steile, überhängende Klippen die Ufer säumen. Hier lebt eine beeindruckende Vielfalt an Wildtieren, darunter Elefanten, Büffel, Leoparden und Geparden. Im Fluss sind auch Nilkrokodile in großer Zahl anzutreffen. |
| Spanien                              | Moschee von Córdoba (Lage)                                              | K   | 313  | 1994 zum Historischen Zentrum von Córdoba erweitert |
| Spanien                              | Alhambra und Generalife, Granada (Lage)                                 | K   | 314  | Die auf einem Hügel über Granada liegende Palastfestung Alhambra und die Residenzgärten des Generalife sind ein außergewöhnliches Zeugnis aus der Zeit der maurischen Besetzung Spaniens. Das Altstadtviertel Albayzín wurde 1994 zur Welterbestätte hinzugefügt.                                                                                 |
| Spanien                              | Kathedrale von Burgos (Lage)                                            | K   | 316  | |
| Spanien                              | Klosterresidenz El Escorial in Madrid (Lage)                            | K   | 318  | |
| Spanien                              | Park Güell, Palau Güell und Casa Milà in Barcelona (Lage)               | K   | 320  | 2005 erweitert zu den Werken von Antoni Gaudí |
| Vereinigte Staaten                   | Freiheitsstatue (Lage)                                                  | K   | 307  | |
| Vereinigte Staaten                   | Nationalpark Yosemite (Lage)                                            | N   | 308  | |
| Zaire (Demokratische Republik Kongo) | Nationalpark Salonga (Lage)                                             | N   | 280  | |

Bei folgenden Welterbestätten wurden signifikante Änderungen ihrer Grenzen beschlossen:
| Vertragsstaat(en)                     | Bezeichnung                     | Typ | Ref. | Anmerkungen |
| ------------------------------------- | ------------------------------- | --- | ---- | --- |
| transnational: Argentinien, Brasilien | Jesuitenreduktionen der Guaraní | K   | 275  | Erweiterung der bereits aufgenommenen Ruinen von São Miguel das Missões in Brasilien um die vier von Argentinien nominierten Missionen San Ignacio Miní, Santa Ana, Nuestra Señora de Loreto und Santa María la Mayor. |

Folgende Kandidaturen wurden bis auf Weiteres verschoben, da einige Bedingungen für die Eintragung als Welterbe noch nicht erfüllt waren:
- Historische Moscheenstadt Bagerhat (Bangladesch)
- Ruinen des buddhistischen Klosters von Paharpur (Bangladesch)
- Sidon (Libanon)
- Felsmalereien von Tadrart Acacus (Libyen)

Folgende Nominierungen wurden nicht in die Welterbeliste aufgenommen:
- Archäologischer Nationalpark von Guayabo de Turrialba (Costa Rica)
- Dair al-Qamar und Beit ed-Din (Libanon)
- Tripoli (Libanon)
- Archäologische Stätte Ptolemais bei Tolmeitha (Libyen)
- Nyika-Nationalpark (Malawi)
- Festung Ranikot (Pakistan)
- Nationalpark Kundelungu (Zaire)
- Nationalpark Maiko (Zaire)

### Rote Liste
In die Liste des gefährdeten Welterbes („Rote Liste“) aufgenommen wurden die drei afrikanischen Naturstätten Vogelschutzgebiet Djoudj im Senegal, Naturschutzgebiet Ngorongoro in Tansania und Nationalpark Garamba in der Demokratischen Republik Kongo (Zaire). Die Aufnahme des ebenfalls für die Rote Liste nominierten Salzbergwerks Wieliczka in Polen wurde dagegen verschoben.